# Henschotermeer
Het Henschotermeer (Maarnse meer) is een recreatieplas van circa 70 hectare, waarvan 13 hectare water. Het meer ligt in het Utrechtse Woudenberg, in het landgoed Henschoten, deel van Den Treek-Henschoten. Jaarlijks komen er zo'n 300.000 bezoekers. 
Tot 1895 was het meer een grote zandverstuiving. Om te voorkomen dat de weilanden en wegen zouden verdwijnen onder het stuivende zand werden de zandverstuivingen met plaggen en hei bedekt. Tussen de plaggen werden bomen geplant. Begin jaren 30 is met zandwinning voor de aanleg van de Rijksweg A12 en later de Grebbelinie het meer ontstaan. Naderhand (1972) is de in die tijd ontstane plas uitgediept en vergroot om als zwemplas te dienen.
In het meer ligt een eiland, dat door twee houten voetbruggen met het strand verbonden is. Om het meer heen ligt een recreatiegebied waar men onder andere kan wandelen. In de winter kan er, als het voldoende gevroren heeft, geschaatst worden. Het Henschotermeer is toegankelijk tussen 8:30 uur en zonsondergang.

## Camping
Direct naast het Henschotermeer ligt Vakantiepark De Heigraaf, Camping Boerenerf, EuroParcs Utrechtse Heuvelrug. 